# Wiesław Śmigiel
Wiesław Andrzej Śmigiel (Świecie, 3 de janeiro de 1969) é um prelado polonês da Igreja Católica, atual arcebispo de Szczecin-Kamień.

## Biografia
Depois de passar nos exames do ensino médio, ingressou no Seminário Maior de Pelplin e foi ordenado diácono em 20 de junho de 1993 e recebeu a ordenação presbiteral em 29 de maio de 1994, ambas as ordenações ministradas pelo bispo de Pelplin, Jan Bernard Szlaga, sendo incardinado nesta diocese.
Entre 1994 e 1996 foi vice-pároco na paróquia da Santíssima Trindade em Kościerzyna e depois, durante dois anos, secretário e capelão do Bispo de Pelplin, Jan Bernard Szlaga. De 1998 a 2003 estudou na Universidade Católica “João Paulo II” de Lublin, onde obteve o doutorado em teologia pastoral. De 2001 a 2012, foi professor de teologia pastoral no Seminário Maior de Pelplin. Em 2006 foi nomeado professor adjunto de teologia pastoral na Universidade Católica “João Paulo II” de Lublin. Em 2010 concluiu a sua qualificação com a dissertação “Participação dos fiéis leigos na construção da Igreja-Comunidade. Estudo teológico-pastoral à luz do ensinamento da Igreja (1962-2009)”.
O Papa Bento XVI o nomeou como bispo auxiliar de Pelplin, concedendo a dignidade de bispo titular de Baeza em 24 de março de 2012. Recebeu a ordenação episcopal em 21 de abril seguinte, na Catedral de Pelplin, de Sławoj Leszek Głódź, arcebispo de Gdańsk, coadjuvado por Henryk Muszyński, arcebispo emérito de Gniezno e por Andrzej Wojciech Suski, bispo de Toruń.
Na Conferência Episcopal da Polônia, nessa época foi membro do Conselho Permanente, da Comissão para a Pastoral dos Poloneses no Exterior, do Conselho para a Família e Presidente da Comissão para o Diálogo com os crentes Não-Polacos.
Em 11 de novembro de 2017, foi nomeado pelo Papa Francisco como bispo de Toruń. Em 2021 foi administrador apostólico sede vacante da Diocese de Bydgoszcz e em 2022, da Diocese de Płock.
Em 13 de setembro de 2024, foi elevado a dignidade de arcebispo metropolitano de Szczecin-Kamień.